# Emil Moog
Alwin Wilhelm Emil Moog (Dortmund, Alemania; 20 de agosto de 1873-20 de enero de 1954) fue un ingeniero civil y arquitecto alemán conocido como Emil Moog, nació en Dortmund, Alemania, Su trabajo más conocido es el edificio llamado Torre U de Dortmund.

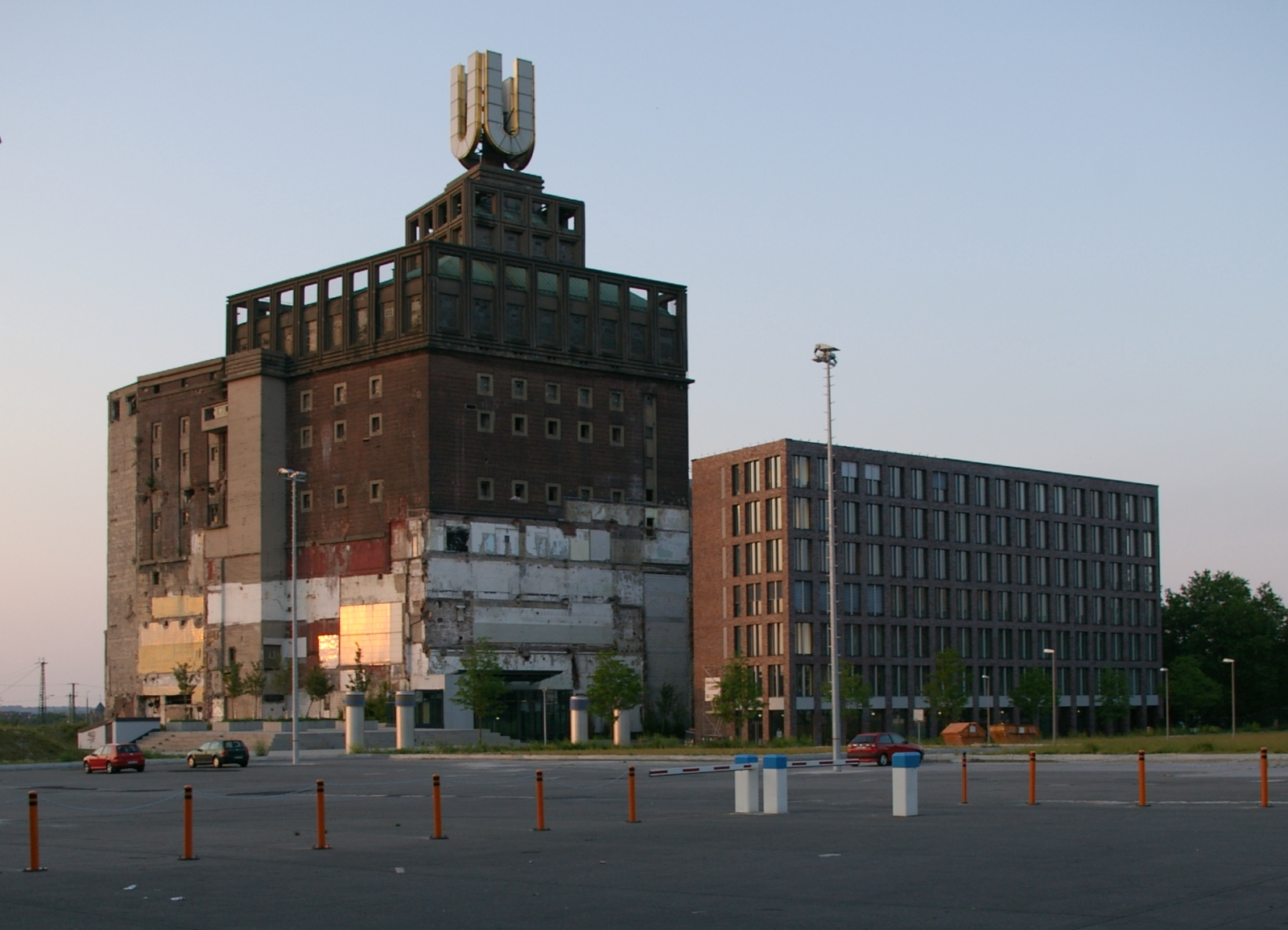
Cervecería Union, construida en 2007.

## Vida
Hasta ahora no se sabe nada sobre la carrera de Emil Moog. Desde 1902 trabajaba por cuenta propia en Dortmund. Se especializó desde el principio en la construcción de plantas de fábricas de cerveza; para el diseño arquitectónico a veces traía a otros arquitectos.
Desde 1927 Moog también estuvo activo fuera del área del Ruhr, por ejemplo en Harz, Alto Palatinado, Magdeburgo y Kassel.
Moog fue miembro de la Cámara de Bellas Artes del Reich.

## Edificios y borradores (incompletos)
- 1905: Cervecería del Dortmunder Gildenbrauerei.
- 1905-1906: Casa de máquinas del König-Brauerei en Duisburgo-Beeck.
- 1907-1908: Cervecería de la Cervecería Dortmund Union.
- 1908: Edificio de bodega de almacenamiento para Germania-Brauerei AG en Dortmund.
- 1910: edificio de la administración de la Cervecería Dortmund knight.
- 1910: Construcción del sótano de almacenamiento de Sieg-Rheinische Brauerei AG en Wissen (Victoria).
- 1911: Construcción del sótano de almacenamiento del Klosterbrauerei F. & W. Pröpsting en Hamm.
- 1912-1914: Edificio administrativo de la cervecería Dortmund Hansa (con D. y K. Schulze).
- 1913: Edificio administrativo de la cervecería Dortmund Union.
- 1914: Ascensor para vagones de ferrocarril en el apartadero de Germania-Brauerei AG en Dortmund.
- 1914: Bodega y "edificio de cerveza embotellada" de la Cervecería Schlegel-Scharpenseel en Bochum.
- 1915-1916: Nuevos edificios para la fábrica de cerveza Germania F. Dieninghoff en Münster.
- 1916: Ampliación de un almacén de cereales en el Puerto de Dortmund.
- 1916: Construcción de un viaducto para ampliar un sistema de vías existente para el revestimiento de la cervecería Dortmund Union.
- 1919: Schwankhalle y edificio de embotellado y despacho de la cervecería Dortmund Union.
- 1919: Sala de cocción de la Cervecería privada Jacob Stauder en Essen-Altenessen.
- 1921: Ampliación del edificio administrativo de la cervecería Dortmund Union.
- 1924: Construcción de la puerta con almacén de grano seco de la cervecería Dortmund Union.
- 1925: Sala de cocción de König-Brauerei AG en Duisburg-Beeck.
- 1925: Schwankhalle de la cervecería Stauder en Essen-Altenessen.
- 1925: Sala de calderas de la Cervecería Gebr. Müser AG en Langendreer.
- 1926: Cervecería de la cervecería viuda J. Stams & Sons en Wesel.
- 1926: Schwankhalle y construcción del garaje de la cervecería A. Rolinck en Burgsteinfurt.
- 1926: Edificio del generador de hielo de la cervecería Dortmund Union.
- 1926-1927: edificio de gran altura de la fábrica de cerveza Dortmunder Union (Torre U de Dortmund).
- 1927: construcción del generador de hielo de la cervecería del monasterio F. & W. Pröpsting en Hamm.
- 1927-1928: construcción de la bodega de almacenamiento de la fábrica de cerveza Stauder en Essen-Altenessen (diseño de fachada de Emil Fahrenkamp).
- 1927-1928: sala de cocción de la cervecería Gebr. Müser AG en Bochum-Langendreer.
- 1933-1934 (?): Conversión de un restaurante de la cervecería del monasterio F. & W. Pröpsting en Hamm.
- 1935: Reconstrucción del Hotel Kessels en Lobberich (más tarde Hotel Dammer o Hotel Stadt Lobberich).
- 1936: Conversión de un restaurante en la cervecería del monasterio F. & W. Pröpsting en Ahlen.
- 1939: Conversión de la "Casa Ketteler" de la cervecería del monasterio F. & W. Pröpsting en Ahlen.

## Literatura
- Willi Landers: Zeichenhaft und funktional. Retrospektive: Emil Moog – Architekt des Dortmunder U. In: Deutsches Architektenblatt (Ausgabe Nordrhein-Westfalen, ISSN 0720-0269), 43. Jahrgang 2011, Nr. 1/2, S. 22. (online Archivado el 4 de marzo de 2016 en Wayback Machine. als PDF, 2,1 MB)